# ユーザインタフェース設計
ユーザインタフェース設計（ユーザインタフェースせっけい、英語: user interface design）とは、ユーザインタフェースの設計（デザイン）である。日本語に限らず世界的に英語のデザイン（design）という語は、しばしば「見た目」という意味にされてしまいがちであるが、本来の意味は、機械の仕組みなどについて言うそれと同様、ユーザビリティの作り込みといったものなどを含む工学的な概念であり、見た目などについてはグラフィックデザインのように修飾を付けて言うべきものである。
前述の誤解により、「デザイン」の目標は「見栄え良くすることを目標としている」などとされることもある、が、そもそも誤解である。ユーザインタフェース設計の目標はユーザがなるべく直観的にそれら商品を使えるようにすること、などとされることもあるが、設計の目標には直観的に使えること以外にも色々ある。ユーザー中心設計といったような語もある。
ユーザーインタフェース設計は、コンピュータから自動車や旅客機まで様々な製品の開発に関わる。どのような製品の開発においても、人間との相互作用という点では同じスキルと知識が必要とされるが、個々に固有のスキルや知識も必要となる。結果として、ユーザインタフェースのデザイナは特定分野に特化する傾向がある。

## 工程
ユーザインタフェース設計にはいくつかの工程があり、どれが重要かということはそのプロジェクトの性質によって異なる。なお、ここでいうシステムとは、プロジェクトの種類によって様々なものを指している（ウェブサイトだったり、アプリケーションだったり、機械だったりする）。
- 機能要求収集 - そのシステムが最終的に達成すべき機能要求をリストアップし、ユーザーの潜在的ニーズを見極める。
- ユーザー分析 - そのシステムの潜在的ユーザーを分析する。手法としては、ユーザーと関わる人々と議論するか、ユーザーになると想定される人々と議論する。ここで質問すべきことは以下の通り。
  - ユーザーはそのシステムに何をして欲しいか?
  - そのシステムはユーザーの通常のワークフローや日常活動にどのように適合するか?
  - ユーザーは技術的なことにどの程度精通しているか? また、ユーザーは類似のシステムを既に使っているか?
  - ユーザーが魅力的に感じるルック・アンド・フィールはどんなものか?
- 情報アーキテクチャ - そのシステムのプロセスや情報のフローの開発（例えば、ウェブサイトなら、ページの階層構造とそれを利用する際のフロー）
- プロトタイピング - 簡単なプロトタイプの開発。この場合のプロトタイプは、インタフェースそのものに注目するため、ルック・アンド・フィール的要素や内容をほとんど排除したものである。
- ユーザビリティ評価 - プロトタイプを実際のユーザーに評価してもらう。その場にデザイナーが立ち会ってユーザーの生の声を聞くのが望ましい。
- グラフィックインタフェースデザイン - 実際のルック・アンド・フィールの設計。これが最終的なGUIとなる。それまでの工程で明らかとなった事柄に基づいて行われる。機能よりも見た目が重視される場合、グラフィック的要素がプロトタイピングでも重視される。この工程は、グラフィックデザイナーとユーザインタフェース設計者が共同で行うことが多い。

ユーザインタフェース設計では、ユーザーのニーズをよく把握することが重要である。

## 用語に関する批判
ユーザーエクスペリエンスの考え方から見て、ユーザインタフェース設計という用語は意味が狭すぎるとの批判がされている。技術的側面が強すぎ、実際の設計において、それ以外の側面が軽視される恐れがあるという批判である。用語はどうであれ、実際の活動は同じである。